# Диебугу
Диебугу (фр. Diébougou) — город и городская коммуна в Буркина-Фасо, административный центр провинции Бугуриба.

## География
Город находится в юго-западной части страны, в 136 км к юго-востоку от Бобо-Диуласо, 74 км к северу от Гауа и 133 км к западу от Лео. Высота Диебугу над уровнем моря составляет 291 м. Коммуна включает в себя 7 городских секторов и 23 деревни. Через город проходит дорога, вудущая в Гану. Является центром католической епархии Диебугу.

## Население
По данным на 2013 год численность населения города составляла 22 037 человек. Население городской коммуны по данным переписи 2006 года составляет 41 348 человек.
Динамика численности населения города по годам:
| 1996   | 2005   | 2006   | 2013   |
| ------ | ------ | ------ | ------ |
| 11 637 | 14 680 | 17 226 | 22 037 |

## Города-побратимы
- Флуарак, Жиронда, Франция